# Očala
Očála so pripomoček za  boljši vid, popravo vida ali zaščito oči. Namenjene so nepravovidnim ljudem, ki s prostim očesom ne vidijo jasne slike. Korekcijska očala predpiše okulist ali optometrist, ki določi ustrezno dioptrijo, nato pa optik po predpisanih podatkih izdela leče. Slabovidne osebe so tiste, ki tudi z najboljšo korekcijo ne vidijo dobro, najpogosteje zaradi bolezni ali okvar mrežnice, vidnega živca ali roženice. Njim so namenjena posebna očala, ki povečajo sliko, npr. t. i. teleskopska očala.
Za zaščito služijo denimo sončna očala, ki varujejo pred premočno svetlobo (predvsem ultravijolično). Obstajajo še razna zaščitna očala, ki se uporabljajo pri delu (npr. zaščita pri varjenju), pri športnih dejavnostih, plavalna očala ipd.